# دنیس کوزیک
دنیس کوزیک (اوکراینی: Денис Вікторович Кузик؛ زادهٔ ۱۸ سپتامبر ۲۰۰۲) بازیکن فوتبال است.
وی همچنین در تیم ملی فوتبال زیر ۲۱ سال اوکراین بازی کرده‌است.